# Guy Flanagan
Guy Nicholas Flanagan (* 1980 in New Longton, Lancashire, England) ist ein britischer Theater- und Film- und Fernsehschauspieler.

## Leben
Guy Flanagan wurde in New Longton geboren. Er besuchte das Cardinal Newman College und absolvierte seine Schauspielausbildung im Drama Centre in London. Flanagans Mutter Poppy Flanagan ist ebenfalls Schauspielerin, zuvor arbeitete sie als Lehrerin. Seinen ersten Fernsehauftritt hatte Flanagan in der Fernsehserie Henry VIII. Es folgten mehrere Rollen in Film und Fernsehproduktionen. 2004 spielte er Dino in Stoned, einem Film über Brian Jones von den Rolling Stones. 2008 bekam er die Hauptrolle des Vampirs Mitchell im Pilotfilm der Fernsehserie Being Human, wurde aber später durch Aidan Turner ersetzt. Im selben Jahr spielte er Hans in der britisch-russischen Koproduktion Das Lager – Wir gingen durch die Hölle. 2009 war er neben Matt Smith im Kurzfilm Together zu sehen. Im Film Hammer of the Gods spielte er 2013 mit dem Schwertkämpfer Jokul eine der Hauptrollen.
Neben seinen Auftritten in Film und Fernsehen, ist Guy Flanagan auch im Theater zu sehen. 2002 spielte er beispielsweise Oswald in dem Theaterstück King Lear. Dieses wurde von der RSC Academy produziert. 2007 spielte er Iachimo im Theaterstück Cymbeline. 2008 folgte die Rolle des Larson in Mimi and the Stalker.

## Filmografie
- 2003: Henry VIII (Fernsehfilm)
- 2004: Millions
- 2005: Messias: Die neun Kreise der Hölle (2) (Fernsehserie)
- 2005: Stoned
- 2006: Holby City (Fernsehserie, 1 Episode)
- 2006: Totally Frank (Fernsehserie, 1 Episode)
- 2007: Party Animals (Fernsehserie, 1 Episode)
- 2008: Being Human (Fernsehserie, Pilot)
- 2008: Das Lager – Wir gingen durch die Hölle
- 2008: A Brunch of Amateurs
- 2009: Doctors (Fernsehserie, 1 Episode)
- 2009: Shameless (Fernsehserie, 1 Episode)
- 2009: Together (Kurzfilm)
- 2009: The Bill (Fernsehserie, 6 Episoden)
- 2010: Meet Pursuit Delange (Kurzfilm)
- 2012: Dark Shadows
- 2013: Hammer of the Gods
- 2013: The White Queen (Fernsehserie, 1 Episode)
- 2013: A Touch of Cloth (Fernsehserie, 2 Episoden)

## Theater
| Jahr | Titel                | Rolle         | Theater     |
| 2002 | King Lear            | Oswald        | RSC Academy |
| 2007 | Cymbeline            | Iachimo       | Cheek       |
| 2008 | Mimi and the Stalker | Larson/Barnes | Theatre503  |